# Nivala-Haapajärvi ekonomiska region
Nivala-Haapajärvi ekonomiska region (finska: Nivala-Haapajärven seutukunta) är en av ekonomiska regionerna i landskapet Norra Österbotten i Finland. Folkmängden i regionen uppgick den 1 januari 2013 till 30 196 invånare, regionens totala areal utgjordes av 3 989 kvadratkilometer och därav utgjordes landytan av 3 775,30  kvadratkilometer.  I Finlands NUTS-indelning representerar regionen nivån LAU 1 (f.d. NUTS 4), och dess nationella kod är 176 .  

## Förteckning över kommuner
Nivala-Haapajärvi ekonomiska region  omfattar följande fem kommuner: 
- Haapajärvi  stad
- Kärsämäki kommun
- Nivala stad
- Pyhäjärvi stad
- Reisjärvi kommun

Samtliga kommuners språkliga status är enspråkigt finska. 